# Dariusz Olszewski
Dariusz Olszewski (Otwock, 26 de Novembro de 1967 — ) é um político da Polónia. Ele foi eleito para a Sejm em 25 de Setembro de 2005 com 5797 votos em 20 no distrito de Varsóvia, candidato pelas listas do partido Prawo i Sprawiedliwość.